# Lucile Grahn

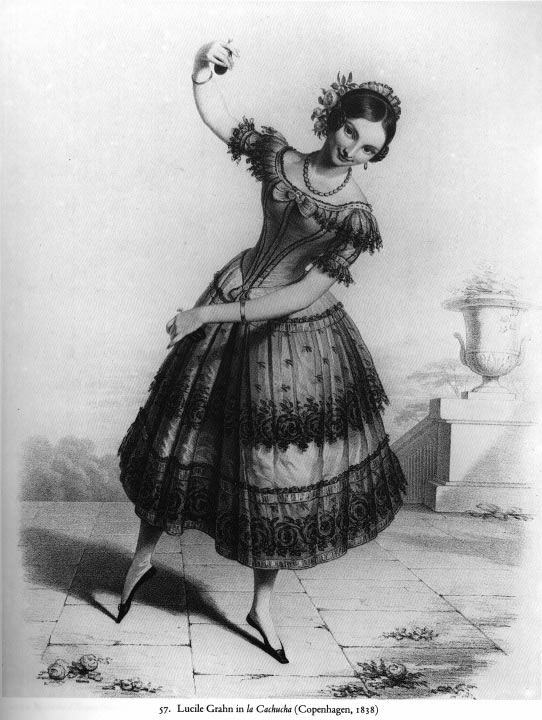
Lucile Grahn

Lucile Grahn, egentligen Lucina Grahn, född 30 juni 1819 i Köpenhamn, död 4 april 1907, var en dansk ballerina.
Hon debuterade på Det Kongelige Teater i Köpenhamn 1834 och blev solodansös 1837. Under sommaren 1838 uppträdde hon på Parisoperan samt skördade rikt bifall, och 1839 fick hon, sedan hon tagit avsked från Kungliga teatern i Köpenhamn, fast engagemang i Paris. Såväl där som i andra av Europas huvudstäder hänförde hon publiken med sin lätta, behagfulla och kyska dans samt sin själfulla mimik. 